# 野田浩資
野田 浩資（のだ ひろし、1947年8月10日 - ）は、 日本のドイツ料理の研究家。日本滞在のドイツ人をして、日本でもっともドイツの味を思い出させることのできる料理研究家といわれる。かってはプロボクサーでもあった。

## 略歴
- 東京都品川区生まれ、立正高校出身、東京育ち
- 小学生の頃から好きだった調理師の道を選ぶ
- 1973年、東京の六本木にあったチェコスロバキアレストラン『キャッスルプラハ』にて勤務
- その後、マネージャの紹介で横浜より船でソ連経由で、ドイツへ渡り、フランクフルトのシュタイゲンベルガー・ホテル『フランクフルターホフ』に調理師として入社、1年後同じドイツのデュッセルドルフの『シュタイゲンベルガー・パークホテル』に移り、そこで1年半修行した後、ベルギーのブリュッセルにあるホテル・アトランタに入社、1年働き同じ町にあるシェラトンホテルに入社、ビザの関係で半年しか働けず、次の国モナコへと移る。さらに、オテル＝ド＝パリで夏場だけオープンするレストラン『モンテカルロ・スポーティングクラブ』にて3か月働き、
- 1977年10月　一度帰国し、スイスのレストランが日本に出店するため、ヨーロッパ経験のあるシェフを募集していることを知る
- 1978年2月　再度ヨーロッパ・スイスへ
- 1979年11月　東京新宿にオープンしたスイスレストラン『モーベンピック』の初代シェフとなる。
- 1980年　東京アメリカンクラブのポジションシェフとして2年間勤務
- 1983年　世田谷でレストランを開業。外国人のお客が多く、その中にOAGハウス・ドイツ文化会館の幹部がいたことで
- 1987年6月15日　クライゼルを設立の後、
- 1987年8月　東京赤坂のOAGハウス・ドイツ文化会館に1号店『OAGクラブレストラン・クライゼル』を出店。そのお店に毎日のように来店していたメルセデス・ベンツ・ジャパンの社長を始めとする多くの幹部に、メルセデス・ベンツ本社のある六本木ファーストビル内に出店するよう勧められ、
- 1994年7月17日　2号店としてレストラン 『ツム・アインホルン』をオープン。
- 2023年6月いっぱいで、同レストランを引退。 以降、ドイツ食文化研究家として執筆、講演、料理教室等幅広い分野で活躍中。

## 主な著書
- 『音楽家の食卓』、誠文堂新光社、2020年1月
- 『ドイツ修道院のハーブ料理』、成文堂新光社、2016年1月
- 『野田シェフのドイツ料理』、里文出版、2010年11月
- 『新・ドイツの森の料理人』、里文出版、2006年9月
- 『ビールの国の贈り物』、里文出版、2002年11月
- 『ワイン街道　美食の旅』、銀の鈴社、1999年9月、楠田枝里子推薦本
- 『ドイツの森の料理人』、銀の鈴社、1997年5月、辰巳琢郎推薦本